# Gebhard Nikolaus von Alvensleben

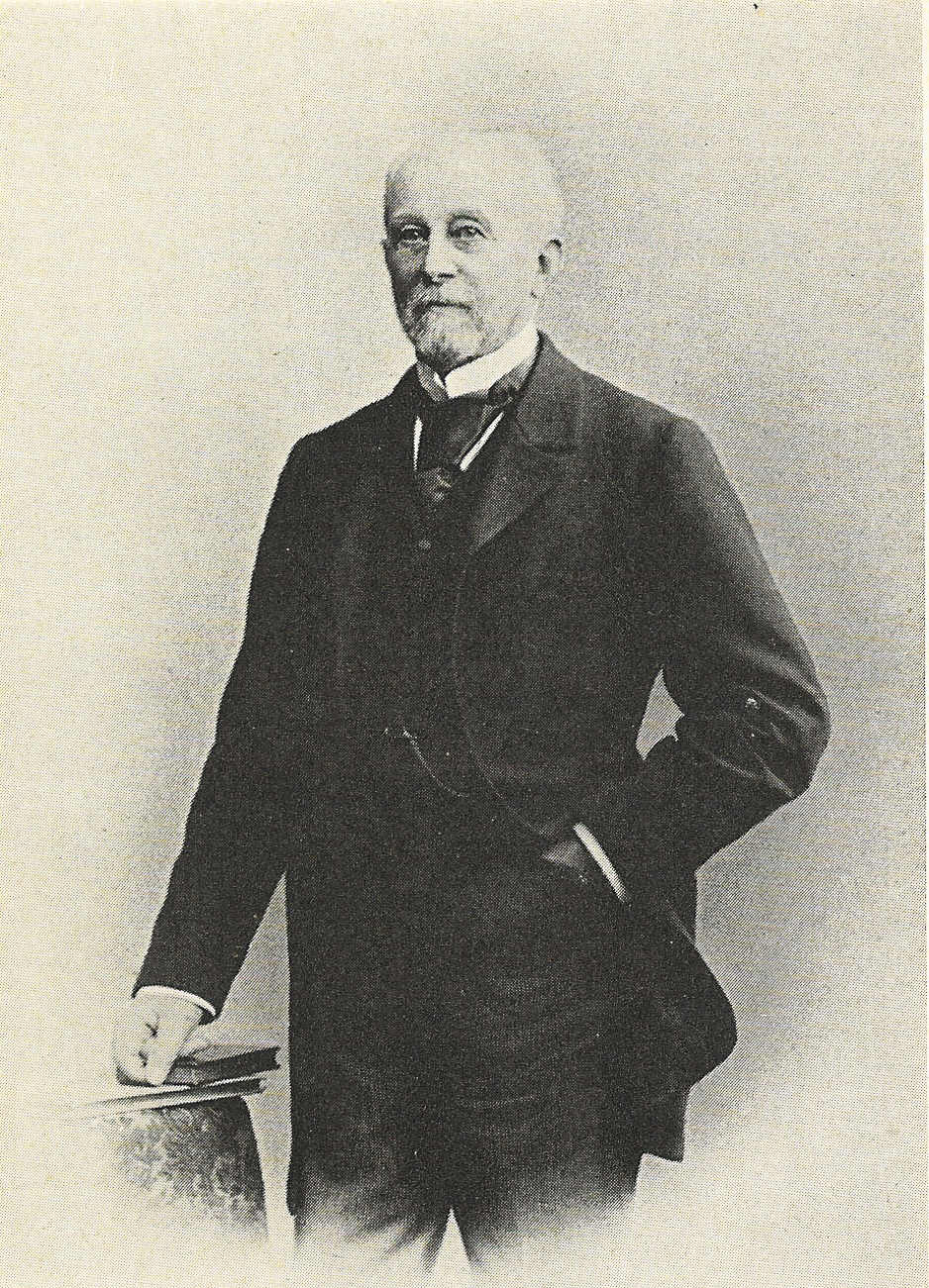
Gebhard Nikolaus von Alvensleben

Gebhard Nikolaus von Alvensleben (* 22. August 1824; † 6. Mai 1909) war Oberforstmeister und Mitglied des Preußischen Herrenhauses.

## Leben
Gebhard Nikolaus von Alvensleben entstammte der niederdeutschen Adelsfamilie von Alvensleben. Geboren wurde er als ältester Sohn des späteren Generals der Kavallerie Gebhard Karl Ludolf von Alvensleben, Besitzer von Gut Woltersdorf, und der Eugenia von Oppell in Brandenburg (Havel). Seine Schulbildung erhielt er von 1839 bis 1845 auf der  Ritterakademie in Dom Brandenburg. Nach dem Abitur diente er zunächst als Einjährig-Freiwilliger beim 2. Garde-Regiment, absolvierte eine forstliche Lehrzeit, legte die Feldmesserprüfung ab und trat 1847 in das Reitende Feldjäger-Korps ein. Von 1849 bis 1851 studierte er an der Höheren Forstlehranstalt in Eberswalde. 1854 machte er das Oberförster-Examen und war zunächst im Kurierdienst in Paris und London tätig. 1856 erhielt er eine Oberförsterstelle in Eggesin (bei Stettin), dann in Neubrück (bei Frankfurt (Oder)) und kam anschließend als Inspektionsbeamter zunächst nach Posen, dann nach Magdeburg. Im Krieg 1870/71 diente er als Johanniter im Lazarettwesen.
1871 übernahm er als Oberforstmeister den Bezirk Lothringen in Metz, 1879 den großen preußischen Forstbezirk Potsdam mit 213.000 ha Wald, der in sechs Inspektionen, 40 Oberförstereien und 236 Förstereien untergliedert war. Dort war er 22 Jahre bis 1901 tätig, als er mit 77 Jahren in den Ruhestand trat.
Von 1885 bis 1900 führte er den Vorsitz des Märkischen Forstvereins, der nach der Wende 1990 als Brandenburgischer Forstverein wiedergegründet wurde. Nach seinem Abschied als Vorsitzender wurde er 1901 zum Ehrenmitglied gewählt. Auf Präsentation der Familie von Alvensleben wurde er 1880 zum Mitglied des Preußischen Herrenhauses auf Lebenszeit ernannt. Er war Rechtsritter des Johanniterordens und erhielt zahlreiche Ordensauszeichnungen.

## Familie
Aus seiner Ehe mit Agnes von Rohr (1828–1863) gingen drei Söhne und eine Tochter hervor. Zwei weitere Kinder wurden tot geboren. Er starb am 6. Mai 1909 in Potsdam. Das Familiengut Woltersdorf bei Magdeburg musste infolge Schulden, die noch aus den Befreiungskriegen stammten, 1881 an den Pächter Brandt verkauft werden. Sein Bruder war der General der Kavallerie Gustav Hermann von Alvensleben.